# Pescia (fiume)
La Pescia o Pescia Maggiore, nota anche come Pesciatina (burocraticamente chiamata talora il Pescia, con un'arbitraria alterazione del genere grammaticale) è un fiume a carattere torrentizio lungo circa 25 chilometri che attraversa la parte occidentale della Valdinievole, in provincia di Pistoia. La sua denominazione si origina dall'incontro di due corsi d'acqua: dalla Pescia di Pontito che ha la propria sorgente alle pendici del Monte Granaio e dalla Pescia di Calamecca, che si origina tra quest'ultimo paese e Femminamorta. Dopo aver percorso la Valleriana, entra nella pianura compresa tra i colli di Uzzano e di Buggiano e il padule di Fucecchio, per poi diventarne il maggior immissario.Dal padule di Fucecchio fuoriesce un emissario che non si chiama più Pescia, bensì canale Usciana. 
Il nome Pescia (Péscia, /ˈpeʃʃa/), comune ad altri corsi d'acqua della stessa zona, deriva dal longobardo pehhia (etimologicamente corrispondente al tedesco Bach), cioè "fiume"; da qui anche il nome della città di Pescia.

## Descrizione
La Pescia Maggiore nasce dalla confluenza di 4 torrenti: Pescia di Pontito (poi Pescia di Castelvecchio) che nasce sul Monte Granaio vicino al confine con Bagni di Lucca e Pescia di Calamecca (poi Pescia di Vellano), la cui sorgente è situata nella località La Croce tra Calamecca e Femminamorta a quota 1000 metri, i torrenti si uniscono nell'oasi di Lignana presso Sorana per continuare nel centro storico di Pescia e lambire i comuni di Uzzano, attraversare i comuni di Chiesina Uzzanese e Ponte Buggianese per poi confluire nell'area umida del Padule di Fucecchio, da cui il canale Usciana trasporta le acque nell'Arno.
Tra i ponti che la attraversano, nel centro della città di Pescia, ci sono il Ponte di San Francesco e quello del Duomo, entrambi andati distrutti durante la seconda guerra mondiale e poi ricostruiti. Dopo la guerra sono stati realizzati la bella passerella pedonale intitolata ad Alfredo Sforzini e il moderno ponte Europa. A Ponte Buggianese, sempre durante la seconda guerra mondiale, andò distrutto il Ponte Vecchio, poi ricostruito e dedicato a Cesare Battisti, si contano in totale una trentina di ponti e passaggi sopra il fiume lungo l'intero percorso.
Il fiume ha sempre diviso l'omonima città di Pescia in due zone: sulla riva destra quella commerciale-politica e sulla sinistra quella religiosa. In origine il fiume veniva usato dai Longobardi per irrigare i campi, funzione che ancora oggi svolge per la coltivazione intensiva di fiori e per l'agricoltura dell'area. 
Nel medioevo vennero costruiti gli argini e il torrente aveva una portata tale da permettere la navigazione di alcune barche. Dal XVIII al XIX secolo, l'abbondanza d'acqua permise lo sviluppo dell'attività di produzione della carta fra cui alcune cartiere famose in tutta Europa. Napoleone fece stampare la propria dichiarazione di nozze su un foglio di una cartiera di Pescia, la famosa cartiera Magnani, tuttora produttiva. 
Fino agli anni sessanta la produzione di carta lungo la Pescia è aumentata, ma negli ultimi anni la produzione si è progressivamente spostata nella vicina Piana di Lucca specialmente nel territorio dei comuni di Porcari e Capannori. Soltanto alcune delle antiche cartiere delle valli della Pescia di Pescia e della Pescia di Collodi sono rimaste in attività; di modeste dimensioni, sono specializzate in produzioni di nicchia.